# 110 aC
El 110 aC va ser un any del calendari romà prejulià. Durant la República i l'Imperi Romà es coneixia com l'Any del Consolat d'Albí i Rufus o també any 644 Ab urbe condita o de la fundació de la ciutat). L'ús del nom «110 aC» per referir-se a aquest any es remunta a l'alta edat mitjana, quan el sistema Anno Domini va ser el mètode de numeració dels anys més comú a Europa.

## Esdeveniments

### Antic Egipte
- Ptolemeu X Alexandre I, general-virrei de Xipre és cridat a Egipte per la seva mare Cleòpatra III que ha expulsat del país i apartat del poder a l'altre fill Ptolemeu IX Làtir, que marxa a Cirene. Probablement Alexandre és associat al tron d'Egipte.[2]

### República Romana
- Espuri Postumi Albí i Quint Minuci Rufus són elegits cònsols. Minuci Rufus rep Macedònia com a província, i Postumi Albí la província de Numídia per fer la guerra a Jugurta.[3]
- Gai Sulpici Galba, que havia estat qüestor l'any 120 aC, és acusat d'haver-se deixat subornar per Jugurta, i és condemnat per la Lex Mamilia de senatoribus establerta a proposta de Gai Mamili Limetà, tribú de la plebs, que condemna als que han acceptat suborns del rei de Numídia.[4]

### Regne de Macedònia
Rufus fa la guerra als bàrbars de Tràcia i aconsegueix els honors del triomf per les victòries sobre els escordiscs i els tribal·lis. Per perpetuar la memòria del seu triomf erigeix el Pòrtic Minucià prop del Circ Flamini. Aquest pòrtic era el lloc on es distribuïa el blat.

### Numídia
- Postumi Albí fa molts preparatius en arribar a la província de Numídia però no pren cap decisió i espera la promesa rendició del rei númida, que mai no arriba. El Senat Romà pensa que la inactivitat és intencionada i que Jugurta l'ha subornat. Albí deixa la província i el comandament a mans del seu germà Aulus Postumi Albí, a qui Jugurta derrota en la batalla de Suthul.[3]

## Naixements
- Filodem de Gàdara, filòsof epicuri (data aproximada).[5]

## Necrològiques
- Cornèlia Africana la Menor, mare dels Gracs.[6]